# Habbo
Habbo는 온라인 커뮤니티이다. 핀란드 회사인 술라케가 소유 및 운영하고 있다. 2000년에 설립된 Habbo는 150개 이상의 국가에서 사용자와 함께 9개의 온라인 커뮤니티로 확장했다. 2012년 8월 이후로 2억 7300만 개 이상의 아바타가 등록되었으며 월 평균 순 방문자수는 500만 명이다.
2020년 여름 Habbo는 2개월 간의 기념일 캠페인으로 20주년을 축하하고 코로나19 범유행으로 사용자 수가 늘었다. 2020년 여름 런칭 이후 2020년 10월 현재 게임 내 누적 아바타 수는 3억 1,600만 명에 달하는 것으로 알려졌다. 2021년 1월 기준으로 80만 명 이상이 월간 활성 사용자이다.
Habbo의 사용자는 캐릭터를 만들어 방을 만들고 디자인하고, 다른 플레이어와 채팅하고, 가상 애완동물을 돌보고, 게임을 만들고 플레이하고, 퀘스트를 완료할 수 있다.